# Patricia Castro Obando
Patricia Castro Obando (Lima, 1 de noviembre de 1967) es una periodista y antropóloga peruana.

## Trayectoria
Realizó estudios universitarios de bachiller en medicina veterinaria en la Universidad Nacional Mayor de San Marcos y de bachiller en literatura y lingüística con mención en literatura hispánica en la Pontificia Universidad Católica del Perú, culminado solo los segundos por motivos laborales. Posteriormente, obtuvo su maestría en comunicaciones y su doctorado en antropología en la Pontificia Universidad Católica del Perú.
Como parte de una beca del Instituto Confucio y la organización Hanban realizó una estancia académica en la Universidad de Pekín y trabajos de campo en el sur de China.
Como periodista se ha desempeñado principalmente como corresponsal para el diario El Comercio cubriendo temas referentes a las guerras de Afganistán en 2001, de Irak en 2003 y recientemente sobre China.
Castro se identifica como feminista. En 2019 contrajo matrimonio con su novia en Buenos Aires.